# مساعدة (اسم)
مساعدة هو اسم علم مؤنث من أصل عربي، ومعناه هو من الفعل جاهد، والمجاهدة المحاربة في سبيل الله، محاربة الكفار، مذكره مجاهد.

## وصلات خارجية
- موسوعة السلطان قابوس لأسماء العرب